# Selebo landsfiskalsdistrikt
Selebo landsfiskalsdistrikt var 1918-1941 ett landsfiskalsdistrikt i Södermanlands län, bildat när Sveriges indelning i landsfiskalsdistrikt trädde i kraft den 1 januari 1918, enligt beslut den 7 september 1917. Landsfiskalsdistriktet avskaffades den 1 oktober 1941 (genom kungörelsen 28 juni 1941) när Sverige fick en ny indelning av landsfiskalsdistrikt och dess område överfördes till det nybildade Strängnäs landsfiskalsdistrikt.
Landsfiskalsdistriktet låg under länsstyrelsen i Södermanlands län.

## Ingående områden
Selebo landsfiskalsdistrikt bestod från dess bildande av 8 kommuner. Den 1 januari 1933 (enligt beslut den 6 maj 1932) överfördes Aspö landskommun till Åkers landsfiskalsdistrikt.

### Från 1918
Selebo härad:
- Aspö landskommun
- Kärnbo landskommun
- Taxinge landskommun
- Toresunds landskommun
- Ytterenhörna landskommun
- Ytterselö landskommun
- Överenhörna landskommun
- Överselö landskommun

### Från 1933
Selebo härad:
- Kärnbo landskommun
- Taxinge landskommun
- Toresunds landskommun
- Ytterenhörna landskommun
- Ytterselö landskommun
- Överenhörna landskommun
- Överselö landskommun